# Le Bouchet-Saint-Nicolas
Le Bouchet-Saint-Nicolas település Franciaországban, Haute-Loire megyében. Lakosainak száma 271 fő (2022. január 1.). Le Bouchet-Saint-Nicolas Cayres, Landos, Ouides és Saint-Haon községekkel határos.

## Népesség
A település népességének változása:
| Lakosok száma | 427  | 301  | 246  | 239  | 267  | 274  | 280  | 280  | 280  | 271  |
|               | 1968 | 1982 | 1990 | 2006 | 2013 | 2015 | 2017 | 2019 | 2020 | 2022 |